# Extra Bass System
XBS (Xtra Bass System) o sistema de bajos extra, es un modo de ecualización incorporada por la compañía Panasonic en sus sistemas de audio, tanto domésticos como portátiles y de automóvil.
Este sistema realza el sonido de forma pareja en altos medios y bajos. Dando así un sonido claro y nítido.
Muchas empresas de electrónica, de marcas reconocidas así como de marcas genéricas, implementan este tipo de ecualización predefinida, en especial las empresas Sony con el sistema Mega Bass y Panasonic con el mencionado XBS.
- Datos: Q8847147